# Yaya Touré
Gnégnéri „Yaya” Touré (ur. 13 maja 1983 w Bouaké) – iworyjski piłkarz , który występował na pozycji pomocnika. W latach 2004−2015 reprezentant Wybrzeża Kości Słoniowej. Zwycięzca Pucharu Narodów Afryki 2015 oraz Ligi Mistrzów z FC Barceloną w sezonie 2008/09. Uczestnik Mistrzostw Świata 2006, 2010 i 2014. Jego bracia Kolo i zmarły Ibrahim, byli piłkarzami. Większość swojej kariery spędził w angielskim Manchesterze City.

## Życiorys

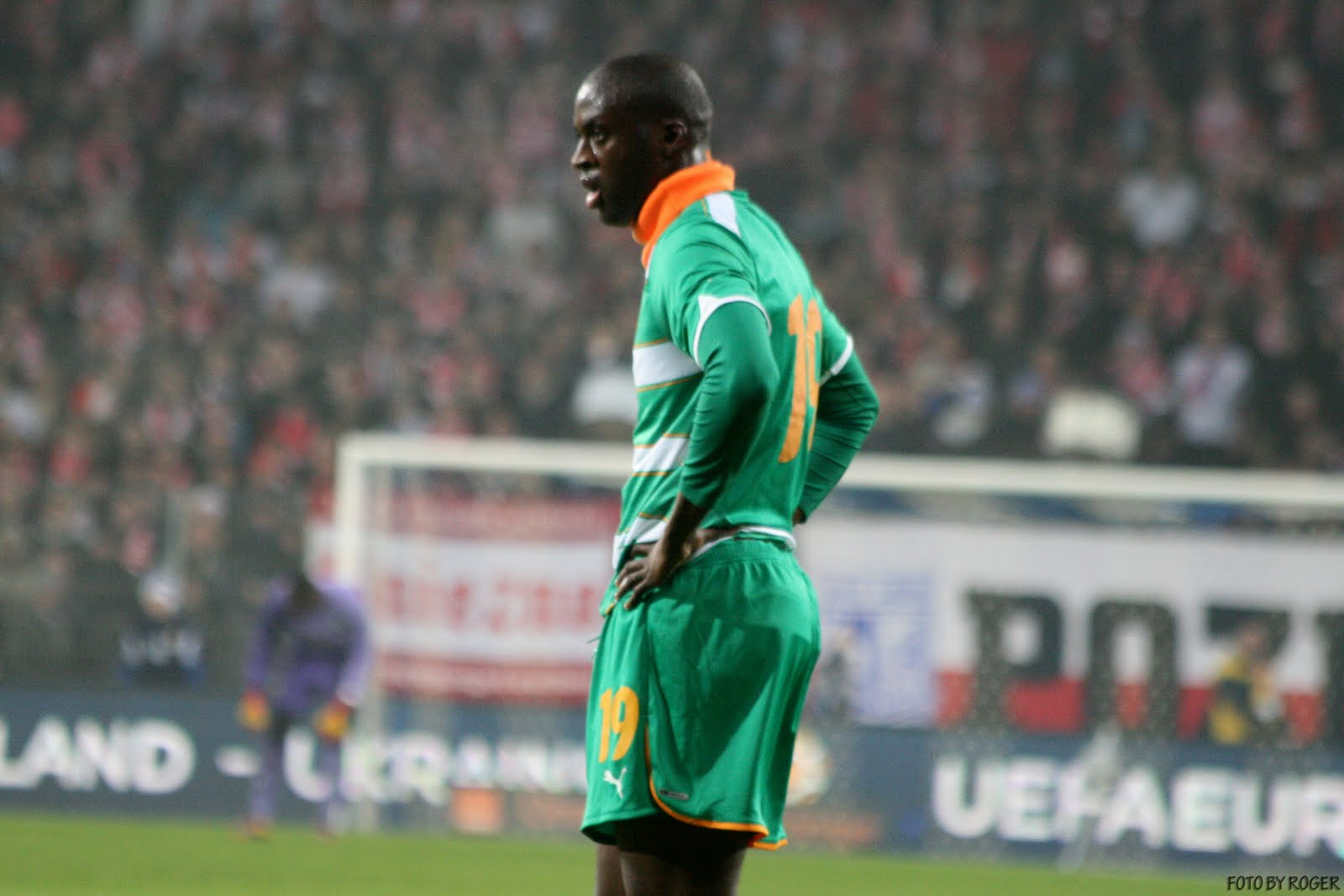
Yaya Touré w trakcie meczu z Polską (17.11.2010)

Swoje pierwsze piłkarskie kroki Yaya Touré stawiał w zespole ASEC Mimosas. Młodego, utalentowanego zawodnika, który dysponuje świetnymi warunkami fizycznymi, szybko dostrzeżono na Starym Kontynencie i już po roku gry w rodzimym klubie po piłkarza zgłosili się działacze belgijskiego KSK Beveren. 18-letni wówczas Touré występował w belgijskim klubie trzy sezony, po czym przeniósł się na Ukrainę i zasilił skład Metałurha Donieck, w którym występował przez 2 lata. Właśnie wtedy po raz pierwszy został powołany do reprezentacji kraju, w której wystąpił 102 razy.
Kolejnym przystankiem na piłkarskiej drodze Touré była Grecja. Broniąc barw Olympiakosu Pireus zadebiutował w Lidze Mistrzów. Wtedy też o graczu z Wybrzeża Kości Słoniowej po raz pierwszy zrobiło się głośno w Europie. Dobre występy w zmaganiach o tytuł najlepszej drużyny Starego Kontynentu zaowocowały ofertami z kilku zagranicznych klubów, między innymi AS Monaco, do którego piłkarz przeniósł się w następnym sezonie. Jednak i we Francji Touré nie pozostał zbyt długo. Po jednym sezonie gry dla tej drużyny, w której barwach zdobył 5 bramek w 27 spotkaniach zawodnikiem zainteresowali się działacze FC Barcelony i wykupili go za 12 milionów euro, podpisując kontrakt na cztery lata. Piłkarz występował w Dumie Katalonii z numerem 24 na plecach. Zapisana w kontrakcie klauzula odstępnego wynosiła 90 mln euro.
W sezonie 2008/2009 wraz z Barceloną zdobył potrójną koronę: Primera División, Ligę Mistrzów i Puchar Króla. Touré zdobył trzy bramki, dwie w lidze i jedną w Pucharze Króla, którą strzelił w wygranym 4:1 finale z Athletic Bilbao. Yaya grał także w finałowym meczu Ligi Mistrzów przeciwko Manchesterowi United (wygrana 2:0). W tym spotkaniu ustawiony był na pozycji środkowego obrońcy.
Sezon 2009/2010 rozpoczął z drużyną od zdobycia trzech kolejnych tytułów: Superpucharu Hiszpanii (mecz przeciwko Athletic Bilbao), Superpucharu Europy (Szachtar Donieck) i Klubowego Mistrzostwa Świata (finałowy mecz przeciwko Estudiantes La Plata).
2 lipca 2010 roku Touré podpisał pięcioletni kontrakt z Manchesterem City. Manchester City zapłacił za niego 36 mln euro. W nowym klubie grał z numerem 42. Po roku świętował swój pierwszy sukces – Puchar Anglii. W 2012 poprowadził MC do pierwszego od 1968 roku mistrzostwa Anglii. W 2018 roku odszedł z klubu po 8 latach gry.
We wrześniu 2016 zakończył reprezentacyjną karierę. Ostatnim klubem w karierze piłkarskiej Toure był chiński Qingdao Huanghai. Po zakończeniu współpracy, Toure zdecydował się na rozpoczęcie kariery trenerskiej. W lutym 2021 roku został zatrudniony w roli asystenta w ukraińskim Olimpiku Donieck.

## Sukcesy

### Olympiacos
- Mistrzostwo Grecji: 2005/06
- Puchar Grecji: 2005/06

### FC Barcelona
- Mistrzostwo Hiszpanii: 2008/09, 2009/10
- Puchar Hiszpanii: 2008/09
- Superpuchar Hiszpanii: 2009
- Liga Mistrzów: 2008/09
- Superpuchar Europy: 2009
- Klubowe Mistrzostwa Świata: 2009

### Manchester City
- Mistrzostwo Anglii: 2011/12, 2013/14, 2017/18
- Puchar Anglii: 2010/2011
- Puchar Ligi Angielskiej: 2013/14, 2015/16
- Tarcza Wspólnoty: 2012

### Qingdao Huanghai
- Mistrzostwo drugiej ligi chińskiej: 2019

### Reprezentacyjne
- Puchar Narodów Afryki: 2015
- Wicemistrzostwo Pucharu Narodów Afryki: 2006, 2012

### Indywidualne
- Piłkarz roku w Wybrzeżu Kości Słoniowej: 2009
- Afrykański Piłkarz Roku: 2011, 2012, 2013, 2014
- Drużyna roku CAF: 2008, 2009, 2011, 2012, 2013, 2014, 2015
- Drużyna roku według ESM: 2013/14
- Drużyna Roku PFA: 2011/12, 2013/14
- Piłkarz sezonu w Manchesterze City: 2013/14
- Drużyna turnieju Pucharu Narodów Afryki: 2015